# Droit au respect de la vie privée

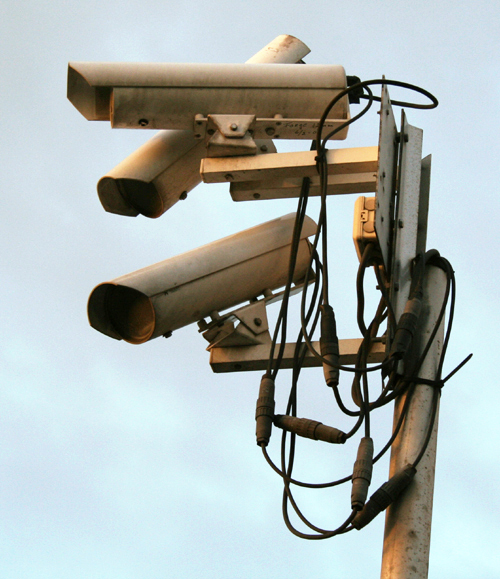
Le respect de la vie privée peut être limitée par la surveillance – dans ce cas par la vidéosurveillance.

Le droit à la vie privée est un élément juridique qui vise à protéger le respect de la vie privée des individus. Plus de 150 constitutions nationales mentionnent le droit à la vie privée.
Le 10 décembre 1948, l'assemblée générale des Nations unies adopte la Déclaration universelle des droits de l'homme (DUDH) rédigée à l'origine pour garantir les droits individuels de chacun, en tout lieu. Les mots « droit à la vie privée » ne sont pas clairement mentionnés dans le document, cependant, la notion peut être interprétée à travers l'article 12, qui indique :

« Nul ne sera l'objet d'immixtions arbitraires dans sa vie privée, sa famille, son domicile ou sa correspondance, ni d'atteintes à son honneur et à sa réputation. Toute personne a droit à la protection de la loi contre de telles ingérences ou attaques. »

Depuis les révélations d'Edward Snoweden en 2013, le droit à la vie privée fait l'objet d'un débat international. Les agences gouvernementales, telles que la NSA, la CIA, le R&AW et le service de renseignement britannique, se sont engagées dans une surveillance mondiale à grande échelle.
Certains débats actuels autour du droit à la vie privée portent sur la question de savoir si la vie privée peut coexister avec les capacités actuelles des agences de renseignement à accéder et à analyser en masse les détails de la vie d'un individu. Mais également à savoir si oui ou non le droit à la vie privée peut être limitée dans le cadre de la défense contre les menaces terroristes, et donc, si les menaces de terrorisme sont une excuse valable pour surveiller la population.
Les acteurs privés peuvent également menacer le droit à la vie privée, en particulier les entreprises du secteur des nouvelles technologies telles qu'Amazon, Apple, Facebook, Google et Yahoo qui utilisent et collectent des données personnelles . Ces inquiétudes ont été renforcées par des scandales, notamment le scandale des données Facebook-Cambridge Analytica. La société d'analyse de données Cambridge Analytica avait alors utilisé des données personnelles de Facebook pour influencer les utilisateurs.

## Historique
Certains juristes voient dans l'émergence des notions de personnalité juridique et de la notion de droit subjectif (au sens du « droit qu'une personne possède de contrôler ou de revendiquer quelque chose ») les origines philosophies de ce qui allait nécessairement devenir un droit au respect de la vie privée.
Aux États-Unis, l'on attribue la formulation explicite de ce droit à un article paru dans le numéro du 15 décembre 1890 de la Harvard Law Review, écrit par l'avocat Samuel D. Warren et le futur juge de la cour suprême des États-Unis, Louis Brandeis, intitulé The Right to Privacy, est souvent cité comme la première constatation explicite d'un droit américain à la vie privée. Warren et Brandeis décrivent la vie privée comme le « droit d'être laissé seul ». Cette approche sert de réponse aux développements technologiques de l'époque, tels que la photographie et le journalisme sensationnaliste, ou journalisme jaune.
Les droits à la vie privée sont intrinsèquement liés aux technologies de l'information. Dans son opinion dissidente, Brandeis s'appuie sur des réflexions développées dans son article de 1890 The Right to Privacy. Dans cette dissidence, il insiste sur le fait que les questions de protection de la vie privée sont pertinentes pour le droit constitutionnel, allant jusqu'à dire que « le gouvernement a été identifié comme un éventuel envahisseur de la vie privée ».
Ces dernières années, peu d'études définissent clairement et précisément le « droit à la vie privée ».

### Un droit individuel
Alan Westin estime que les nouvelles technologies modifient l'équilibre entre la confidentialité des informations personnelles et leurs divulgation. Il affirme que le droit à la confidentialité peut permettre de limiter la surveillance gouvernementale pour protéger les processus démocratiques. Westin définit la vie privée comme « la revendication d'individus, de groupes ou d'institutions de déterminer eux-mêmes quand, comment et dans quelle mesure les informations les concernant sont communiquées aux autres ». Westin décrit quatre niveau de vie privée : la solitude, l'intimité, l'anonymat, et la réserve. Ces États doivent équilibrer la participation par rapport aux normes 

« Chaque individu est continuellement engagé dans un processus d'ajustement personnel dans lequel il équilibre le désir d'intimité avec le désir de divulgation et de communication de lui-même aux autres, à la lumière des conditions environnementales et des normes sociales fixées par la société dans laquelle il vit. »

— Alan Westin, Vie privée et liberté

## Dans la culture
- Le Grand Blond avec une chaussure noire : Au début du générique de fin, on peut lire à l'écran « Chacun a droit au respect de sa vie privée » : article 9 du code pénal. En droit, cet article n'existe pas mais la protection de la vie privée est garantie depuis une loi de 1970 par l'article 9 du code civil (et pas du code pénal). Le film, dont le thème principal tourne autour de la violation de la vie privée, a donc été tourné deux ans après l'adoption de cette loi.